# Nautilocalyx lucianii
Nautilocalyx lucianii är en tvåhjärtbladig växtart som först beskrevs av Lind. och Fourn., och fick sitt nu gällande namn av Wiehler. Nautilocalyx lucianii ingår i släktet Nautilocalyx och familjen Gesneriaceae. Inga underarter finns listade i Catalogue of Life.